# Лахденпохский район
Лахденпо́хский район — административно-территориальная единица (район) и муниципальное образование (муниципальный район) в составе Республики Карелия Российской Федерации.
Административный центр — город Лахденпохья.
Лахденпохский район приравнен к районам Крайнего Севера.

## География
Район располагается на северо-западном берегу Ладожского озера, граничит с:
- Сортавальским районом;
- Выборгским районом Ленинградской области;
- Приозерским районом Ленинградской области;
- Финляндией.

Входит в исторический регион Северное Приладожье. На территории района располагается значительная часть ладожских шхер.

## История
После Зимней войны согласно подписанному 12 марта 1940 года Московскому договору бо́льшая часть Выборгской губернии была передана СССР. В СССР полученная территория была разделена — между Карельской Автономной ССР и Ленинградской областью. Карельской Автономной ССР отошла северная и бо́льшая часть новых территорий, а республика была преобразована в Карело-Финскую ССР.
Указом Верховного Совета Карело-Финская ССР от 9 июля 1940 года на новой территории образовано 7 административных районов: Выборгский, Кексгольмский, Куркийокский, Питкярантский, Сортавальский, Суоярвский и Яскинский. Куркийокский район был образован с центром в посёлке Куркийоки (позднее, после 1957 года появилось написание Куркиёкский район, посёлок Куркиёки).
С августа 1941 во время Советско-финской войны 1941—1944 годов территорию заняли силы армии Финляндии. Финскому населению, проживавшему здесь до эвакуации 1939 года, было разрешено вернуться на родину. После завершения 19 сентября 1944 года Советско-финской войны 1941—1944 годов согласно заключённому Московскому перемирию было восстановлено действие Московского договора 1940 года — к СССР отошла та же территория, что была определена Московским договором в 1940 году.
20 января 1945 года административный центр района перенесён в город Лахденпохья.
12 августа 1958 года Куркийокский район был упразднён с передачей его территории в состав Сортавальского района Карельской АССР.
22 декабря 1970 года согласно постановлению Президиума Верховного Совета КАССР был образован Лахденпохский район.

## Герб
Утвержден Решением Совета Лахденпохского МР (№ 54/383-6) от 10 октября 2019 года.

В лазоревом, червленом поле — серебряный летящий в правую перевязь журавль с распростёртыми крыльями в золотой короне о трех зубцах. Щит увенчан муниципальной короной установленного образца.
Обоснование символики:
Серебряный летящий в правую перевязь журавль в золотой короне с распростёртыми крыльями напоминает о старом названии территории. Земли современного Лахденпохского района входили в состав Куркиекского уезда Выборгской губернии, журавль — гласное напоминание о старом названии уезда.
Корона, венчающая его, напоминание о том, что в 17 веке эти земли входили в состав Кронеборгского графства (центр его — город Кронеборг, современный поселок Куркиеки), в переводе Кронеборг означает коронный замок. Если учесть, что одновременно территория входила в состав Выборгской губернии, а главный символ центра губернии — Выборга — Выборгский замок, то фигуры герба тем более символичны. С 1940 года и поныне территория района (первоначально Куркиекского района республики Карелии затем Лахденпохского, являлась и является пограничной территорией страны, то становится понятным символ крепостной сторожевой башни. Кроме того, для средневековой топонимики Кронеборгского графства вполне характерным было название «Замковая гора», что следует из приведенной выше исторической справки. Таким образом
фигуры герба символизируют исторически сложившиеся топонимические реалии, особенности современного географического расположения района, его природу.
Золото — цвет солнечного света, одновременно цвет лесных богатств района (древесина).
Червлень (красный) — символ храбрости, отваги, неустрашимости.
Исторически территория района являлась ареной противостояния России и Швеции, поэтому червлень олицетdоряет храбрость и отвагу защитников Карельской земли.
Серебро — традиционный цвет чистоты помыслов, духовности.— https://geraldika.ru/symbols/42057

## Население
| 1979    | 1989    | 2002    | 2009    | 2010    | 2011    | 2012    | 2013    | 2014    |
| ------- | ------- | ------- | ------- | ------- | ------- | ------- | ------- | ------- |
| 18 381  | ↗18 879 | ↘16 391 | ↘15 396 | ↘14 235 | ↘14 181 | ↘14 022 | ↘13 930 | ↘13 712 |
| 2015    | 2016    | 2017    | 2018    | 2019    | 2020    | 2021    | 2023    |         |
| ↘13 621 | ↘13 455 | ↘13 215 | ↘12 892 | ↘12 642 | ↘12 471 | ↘10 887 | ↘10 709 |         |

Согласно прогнозу Минэкономразвития России, численность населения будет составлять:
- 2024 — 12,03 тыс. чел.
- 2035 — 10,11 тыс. чел.

На 1 января 2009 года население составляло 15 396 человек, из которых городского было — 8 173 человека, сельского — 7 223 человека.

### Урбанизация
В городских условиях (город Лахденпохья) проживают 54.67 % населения района.

### Национальный состав
По итогам переписи населения 2020 года проживали следующие национальности (национальности менее 0,1 % и другое, см. в сноске к строке «Другие»):
| Национальность | Численность, чел. | Доля     |
| -------------- | ----------------- | -------- |
| Русские        | 9307              | 85,49 %  |
| Белорусы       | 251               | 2,31 %   |
| Украинцы       | 184               | 1,69 %   |
| Карелы         | 124               | 1,14 %   |
| Чуваши         | 57                | 0,52 %   |
| Татары         | 36                | 0,33 %   |
| Финны          | 28                | 0,26 %   |
| Армяне         | 21                | 0,19 %   |
| Вепсы          | 15                | 0,14 %   |
| Поляки         | 11                | 0,10 %   |
| Другие         | 853               | 7,83 %   |
| Итого          | 10 887            | 100,00 % |

## Административное деление
В Лахденпохский муниципальный район входят 5 муниципальных образований, в том числе 1 городское и 4 сельских поселения:
| № | Муниципальное образование         | Административный центр | Количество населённых пунктов | Население (чел.) | Площадь (км²) |
| - | --------------------------------- | ---------------------- | ----------------------------- | ---------------- | ------------- |
| 1 | Лахденпохское городское поселение | город Лахденпохья      | 2                             | ↘5855            | 262,50        |
| 2 | Куркиёкское сельское поселение    | посёлок Куркиёки       | 11                            | ↘1156            | 1233,91       |
| 3 | Мийнальское сельское поселение    | посёлок Мийнала        | 18                            | ↘1227            | 1366,00       |
| 4 | Хийтольское сельское поселение    | посёлок Хийтола        | 9                             | ↘1494            | 674,64        |
| 5 | Элисенваарское сельское поселение | посёлок Элисенваара    | 11                            | ↘977             | 367,40        |

## Населённые пункты
В Лахденпохском районе 51 населённый пункт (включая 1 населённый пункт в составе города).
| №  | Населённый пункт | Тип     | Население | Муниципальное образование         |
| -- | ---------------- | ------- | --------- | --------------------------------- |
| 1  | Аккахарью        | посёлок | →0        | Элисенваарское сельское поселение |
| 2  | Алхо             | посёлок | ↗61       | Куркиёкское сельское поселение    |
| 3  | Асилан           | посёлок | ↘13       | Хийтольское сельское поселение    |
| 4  | Вялимяки         | посёлок | ↘188      | Элисенваарское сельское поселение |
| 5  | Вятиккя          | посёлок | ↘15       | Куркиёкское сельское поселение    |
| 6  | Ильме            | посёлок | ↗3        | Хийтольское сельское поселение    |
| 7  | Ихала            | посёлок | ↘730      | Мийнальское сельское поселение    |
| 8  | Ихоярвенкюля     | посёлок | ↗28       | Куркиёкское сельское поселение    |
| 9  | Кайвомяки        | посёлок | →1        | Элисенваарское сельское поселение |
| 10 | Кетроваара       | посёлок | ↘92       | Элисенваарское сельское поселение |
| 11 | Коконниэми       | посёлок | ↘13       | Мийнальское сельское поселение    |
| 12 | Кортела          | посёлок | ↗45       | Мийнальское сельское поселение    |
| 13 | Костамоярви      | посёлок | ↗29       | Элисенваарское сельское поселение |
| 14 | Куликово         | посёлок | ↘486      | Хийтольское сельское поселение    |
| 15 | Куркиёки         | посёлок | ↘933      | Куркиёкское сельское поселение    |
| 16 | Куянсуо          | посёлок | ↘13       | Хийтольское сельское поселение    |
| 17 | Ламминкюля       | посёлок | ↘5        | Элисенваарское сельское поселение |
| 18 | Ласанен          | посёлок | ↘253      | Куркиёкское сельское поселение    |
| 19 | Лахденпохья      | город   | ↘5855     | Лахденпохское городское поселение |
| 20 | Лумиваара        | посёлок | ↘134      | Мийнальское сельское поселение    |
| 21 | Метсямикли       | посёлок | ↗88       | Мийнальское сельское поселение    |
| 22 | Мийнала          | посёлок | ↘400      | Мийнальское сельское поселение    |
| 23 | Микли            | посёлок | ↗10       | Мийнальское сельское поселение    |
| 24 | Нива             | посёлок | →6        | Мийнальское сельское поселение    |
| 25 | Оппола           | посёлок | ↗10       | Мийнальское сельское поселение    |
| 26 | Отсанлахти       | посёлок | ↗55       | Куркиёкское сельское поселение    |
| 27 | Пайкъярвенкюля   | посёлок | ↗28       | Мийнальское сельское поселение    |
| 28 | Парконмяки       | посёлок | ↘3        | Мийнальское сельское поселение    |
| 29 | Пелтола          | посёлок | ↘12       | Куркиёкское сельское поселение    |
| 30 | Райвио           | посёлок | ↘62       | Мийнальское сельское поселение    |
| 31 | Раухала          | посёлок | ↘130      | Мийнальское сельское поселение    |
| 32 | Ринтала          | посёлок | ↗47       | Хийтольское сельское поселение    |
| 33 | Сикопохья        | посёлок | →0        | Мийнальское сельское поселение    |
| 34 | Сорола           | посёлок | ↗18       | Мийнальское сельское поселение    |
| 35 | Сорьё            | посёлок | →0        | Элисенваарское сельское поселение |
| 36 | Соскуа           | посёлок | ↗28       | Куркиёкское сельское поселение    |
| 37 | Сювяоро          | посёлок | →0        | Элисенваарское сельское поселение |
| 38 | Таустамяки       | посёлок | ↘3        | Элисенваарское сельское поселение |
| 39 | Терваярви        | посёлок | →15       | Куркиёкское сельское поселение    |
| 40 | Терву            | посёлок | ↘112      | Куркиёкское сельское поселение    |
| 41 | Тиурула          | посёлок | ↘143      | Хийтольское сельское поселение    |
| 42 | Тоунан           | посёлок | ↘311      | Хийтольское сельское поселение    |
| 43 | Уусикюля         | посёлок | ↗14       | Мийнальское сельское поселение    |
| 44 | Ханканмяки       | посёлок | ↗8        | Мийнальское сельское поселение    |
| 45 | Харвиа           | посёлок | ↗6        | Мийнальское сельское поселение    |
| 46 | Хауккаваара      | посёлок | ↘23       | Хийтольское сельское поселение    |
| 47 | Хийтола          | посёлок | ↘655      | Хийтольское сельское поселение    |
| 48 | Хухтерву         | посёлок | ↗67       | Куркиёкское сельское поселение    |
| 49 | Элисенваара      | посёлок | ↘695      | Элисенваарское сельское поселение |
| 50 | Эстерло          | посёлок | →272      | Элисенваарское сельское поселение |
| 51 | Яккима           | станция |           | Лахденпохское городское поселение |

## Экономика
Район является приграничным, однако с 2007 года КПП не работает, что негативно отразилось на туризме и грузопотоке района. Ближайшими КПП стали Светогорск (117 км) и Вяртсиля (106 км). Несмотря на это, существует туристический поток из Санкт-Петербурга и других городов России.

## Районная газета
Первый номер районной газеты «Колхозная правда» (редактор М. М. Григорьев) вышел в свет в 1940 году. В 1957—1971 годах газета выходила под названием «Новый путь». Со 2 марта 1971 года газета выходит под названием «Призыв».